# Klió (folyóirat)
A Klió folyóirat egy 1992 óta, eleinte évi három, 2008 óta négy alkalommal megjelenő történettudományi periodika.
Weboldalukon található ismertetésük szerint a lap „a friss külföldi (tehát idegen nyelveken megjelent) történettudományi kutatások eredményeit mutatja be értékelő megjegyzésekkel kísérten, magyar nyelven. Ezzel hozzájárul a történetszemlélet formálásához, és segít eligazodni az óriási mennyiségű idegen nyelvű anyagban. A KLIÓ révén azok is frissen tájékozottak lehetnek, akik anyagi okokból nem jutnak hozzá a drága külföldi szakirodalomhoz.”

## Külső hivatkozások
- a folyóirat a REAL-J-ben